# Космический плюрализм

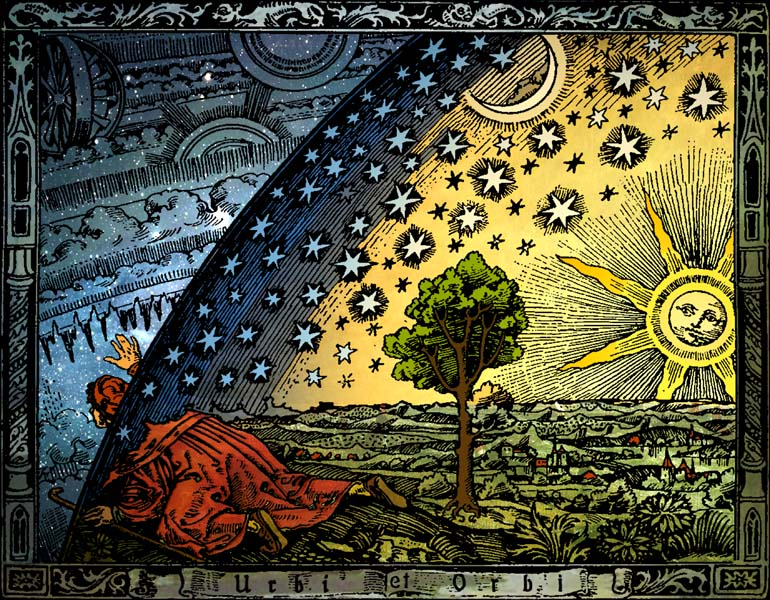
Проникновение к иным мирам за небесным сводом «Плоской земли».
Гравюра Фламмариона, 1888 г. (раскрашена Хуго Хайкенвельдером в 1998 г.)

Косми́ческий плюрали́зм (от лат. pluralis — множество) — теория, полагающая существование множества иных, кроме Земли, населённых миров.

## Общее представление
Космический плюрализм, как гипотеза существования множества, кроме Земли, миров, является своего рода противоположностью гипотезе уникальности Земли. Впервые это абстрактное допущение возникает в работах Анаксимандра (610 г. до н. э. — 546 г. до н. э.). В последующие века идея космического плюрализма получила широкое развитие и распространение не только в среде философов, но и астрономов, и общества в целом.

## Древнегреческие мыслители
Отношение к космическому плюрализму древних греков имело чисто философский характер, то есть как к абстрактной метафизической концепции, и не касалось космологии. Взгляды сторонников основывались на представлениях о бесконечном множестве миров, которые по своим признакам больше походили на параллельные вселенные, чем на отдельные планетные системы. Вслед за Анаксимандром подобных позиций придерживались Левкипп, Демокрит и Эпикур. Несмотря на авторитетность их мнения, весомость оппонирующих Платона и Аристотеля стала определяющей в формировании доминирующей точки зрения научной общественности тех времён. Земля считалась уникальной, и, более того, полагалось невозможным существование никаких других миров, кроме неё.
Позднее подход древнегреческих противников космического плюрализма стал основой идей геоцентрической системы Птолемея, а для христианских мыслителей послужил теоретической базой в противостоянии в этом вопросе с оппонентами.

## Индуизм
В представлениях развитого индуизма вселенная — «яйцо Брахмы» (Брахманда) — окружено скорлупой, отделяющей его от пространства, где расположено бесчисленное множество таких же миров. Признаётся множественность миров, без конца исчезающих и возникающих снова.

## Средние века
В Средние века развитие идей космического плюрализма первоначально идёт преимущественно за счёт арабской культуры. Так, сказки «Тысяча и одна ночь», описывают космос, состоящий из разных миров, причём, каждый со своими обитателями. По размеру некоторые из тех миров больше Земли.
С творчеством народов востока перекликаются работы исламского философа и шестого муджаддида Фахруддин ар-Рази (1149—1209). Например, в тафсире Мафатих аль-гайб (араб. مفاتح الغيب‎ — Ключи от сокровенного) он говорит о невозможности совместить всемогущество Аллаха с существованием лишь одного единственного мира:
Известно, что за пределами мира лежит беспредельная пустота, и также известно, что сила Бога Наивысочайшего превосходит силу всех возможных существ. Поэтому в Его, Наивысочайшего, силе создать тысячу тысяч миров за пределами этого мира, и каждый из этих миров больше и массивнее нашего мира, имея все, что имеет наш мир: … небеса, землю, солнце, луну. Аргументы философов в пользу единственности мира слабы,
хрупкие аргументы, основанные на невнятных доводах.
Таким образом, Фахруддин ар-Рази отвергает геоцентризм Аристотеля, Птолемея и Ибн Сина. Для усиления богословской аргументации, он ссылается на аят Корана из суры Аль-Фатиха: «Хвала Аллаху, Господу миров», обращая внимание на множественное число термина «мир».
Оппонентом в толковании этого аята выступает, например, Ибн Таймия. Он полагал, что в данном случае имеются в виду всего лишь миры сотворённого — мир растений, мир животных, мир людей, мир джиннов, мир ангелов, и, невидимые глазу, миры сокрытого. А кроме того, по его мнению, речь также идёт о мирах разумов (укул), ибо, согласно хадисам, разум и ум (акл) — самое высокое и почитаемое творение Аллаха.

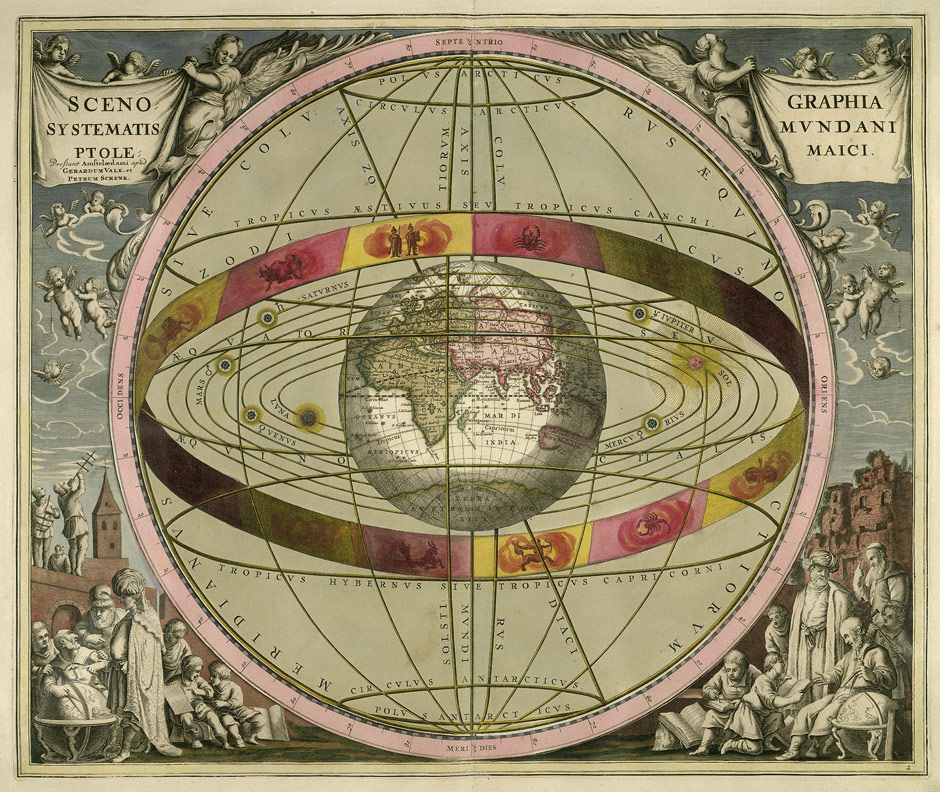
Геоцентрическая система Птолемея (иллюстрация из атласа: Андреас Целлариус Гармония Макрокосмоса (1660))

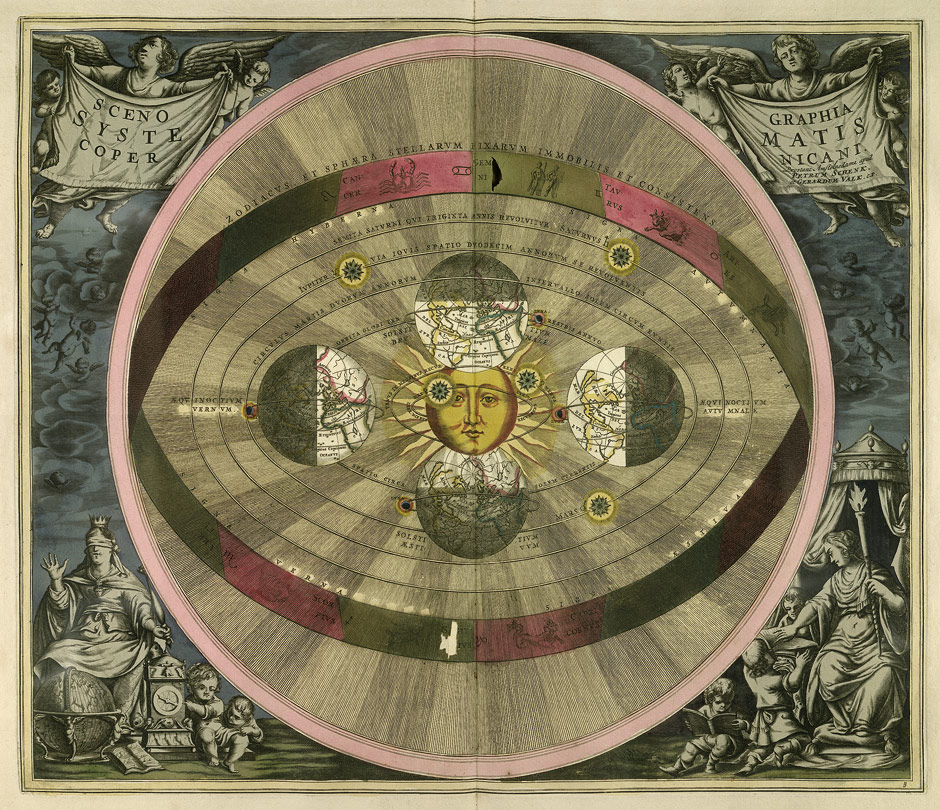
Гелиоцентрическая система Коперника (иллюстрация из атласа: Андреас Целлариус Гармония Макрокосмоса (1660))

Завершение средних веков было отмечено продолжением борьбы между геоцентрической системой Птолемея и гелиоцентрической системой Коперника. Однако, такие достижения, как изобретение телескопа и открытие законов Кеплера, создавали предпосылки для постепенного доминирования идей плюрализма в научной среде.

## Эпоха Возрождения
Одним из наиболее ярких участников развития идей космического плюрализма эпохи Возрождения является Джордано Бруно, утверждавший в своих произведениях идею существования бесконечно разных бесчисленных миров.

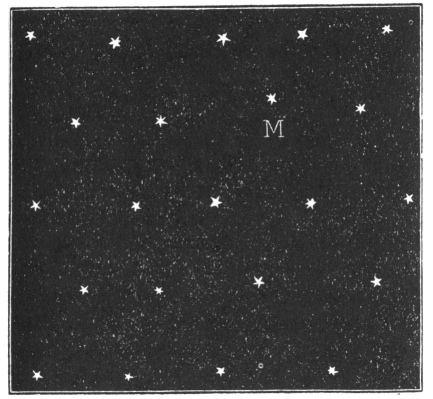
Вселенная Джордано Бруно (иллюстрация из книги: Кеплер И. Краткое изложение коперниковой астрономии, 1618 г.).
Буквой M отмечен наш мир.

Он полагал, что следствием принципиального тождества земной и небесной материи является гомогенность системы мироздания: те материальные структуры, которые мы видим вокруг себя, должны существовать повсюду во Вселенной. В частности, повсюду должны существовать планетные системы, подобные Солнечной:
Существуют… неисчислимые солнца, бесчисленные земли, которые кружатся вокруг своих солнц, подобно тому как наши семь планет кружатся вокруг нашего Солнца.
Более того, все эти миры могут быть обитаемы, как и наша Земля. Планетные системы, а иногда сами планеты, Бруно называл мирами. Эти миры не отделены друг от друга непроницаемыми границами. Между ними всего лишь пространство.
Бруно был первым, кто предположил, что, по крайней мере, некоторые звёзды являются далёкими солнцами, центрами планетных систем. Однако, здесь он проявлял некоторую осторожность, не исключая, что некоторые из звёзд могут быть далёкими планетами нашей Солнечной системы. Просто их движение вокруг Солнца незаметно, вследствие их огромных расстояний и длительных периодов обращения.

## Новое время
Научная революция Нового времени и последовавшая эпоха Просвещения, сделали космический плюрализм доминирующей точкой зрения научной среды. Заметными работами этого периода стал атлас Андреаса Целлариуса Harmonia Macrocosmica (1660) (рус. Гармония Макрокосмоса), изображающий звёздное небо в видении и Птолемея, и Коперника и книга Бернарда де Фонтенеля Entretiens sur la pluralité des mondes (1686) (рус. Беседы о множественности миров), посвящённая анализу космологии Коперника. Среди сторонников плюрализма оказались не только философы, например, Джон Локк, или астрономы, например, Уильям Гершель, но даже и политики, в том числе Джон Адамс и Бенджамин Франклин. По мере распространения идей научного скептицизма, отношение к космическому плюрализму окончательно переросло рамки просто философии и богословия, став частью вопросов относящихся к астрономии и биологии.
В конце XIX века Камиль Фламмарион, французский астроном, один их основных популяризаторов плюрализма того времени, в книге «La pluralité des Mondes habités» (1862) (рус. Множества обитаемых миров), выдержавшей в первые 20 лет более 30 изданий, выдвинул идею, что жители иных миров, это не просто разновидность землян, а сугубо самостоятельные группы существ.

## Новейшее время

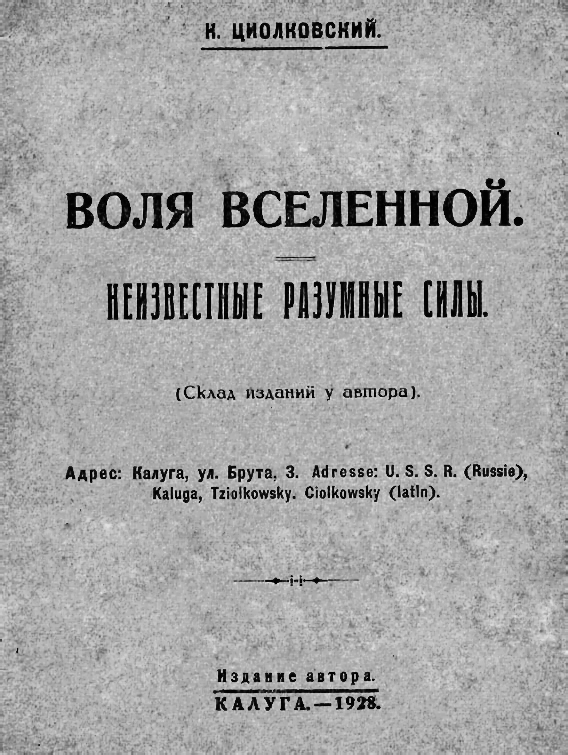
Книга К. Циолковского Воля Вселенной, 1928

Ярким представителем научного сообщества начала Новейшей истории, занимавшегося вопросами космического плюрализма, стал Константин Циолковский. Полагая пространство и время бесконечным, он полагал бесконечным в космосе и число звёзд и планет:37. Более того, считая космос заселённым более совершенными существами, чем человек, он допускал их некое влияние на человечество:72 и даже их проникновение «в наш мозг и вмешательство их в человеческие дела»:70.
Выросшая, к 70-м — 80-м годам XX века, весомость научного скептицизма, подразумевающая, в частности, проверяемость и фальсифицируемость, во многом умалила значение и частоту использования термина «космический плюрализм». Однако, дискуссия по сути вопроса продолжается. Некоторые из её участников, например, Карл Саган или Фрэнк Дрейк, вполне могут считаться сторонниками плюрализма, а приверженцы гипотезы уникальности Земли — их оппонентами или скептиками.